# Ausbesserungswerk Trier

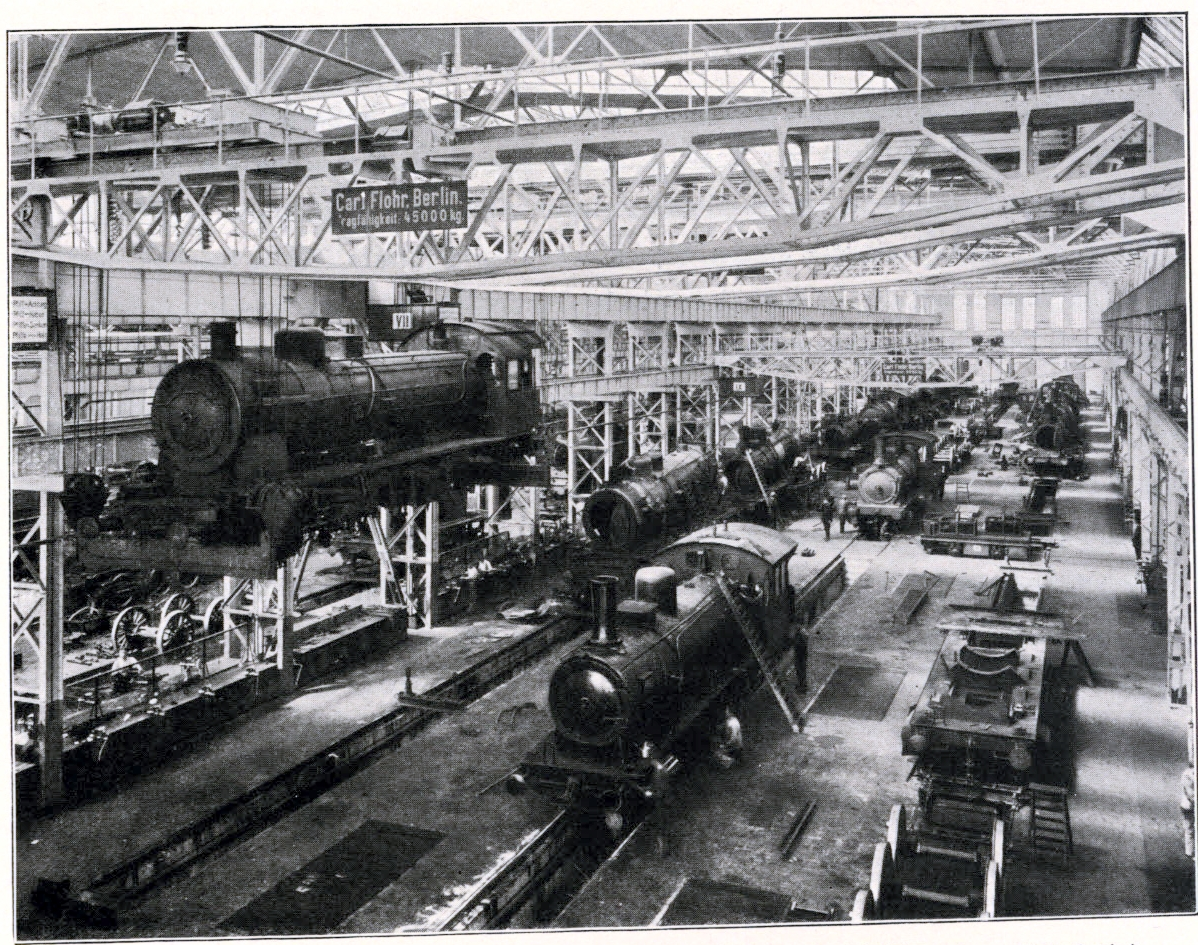
Die damalige Kgl. Eisenbahnhauptwerkstätte (Lokrichthalle) in den Anfangsjahren

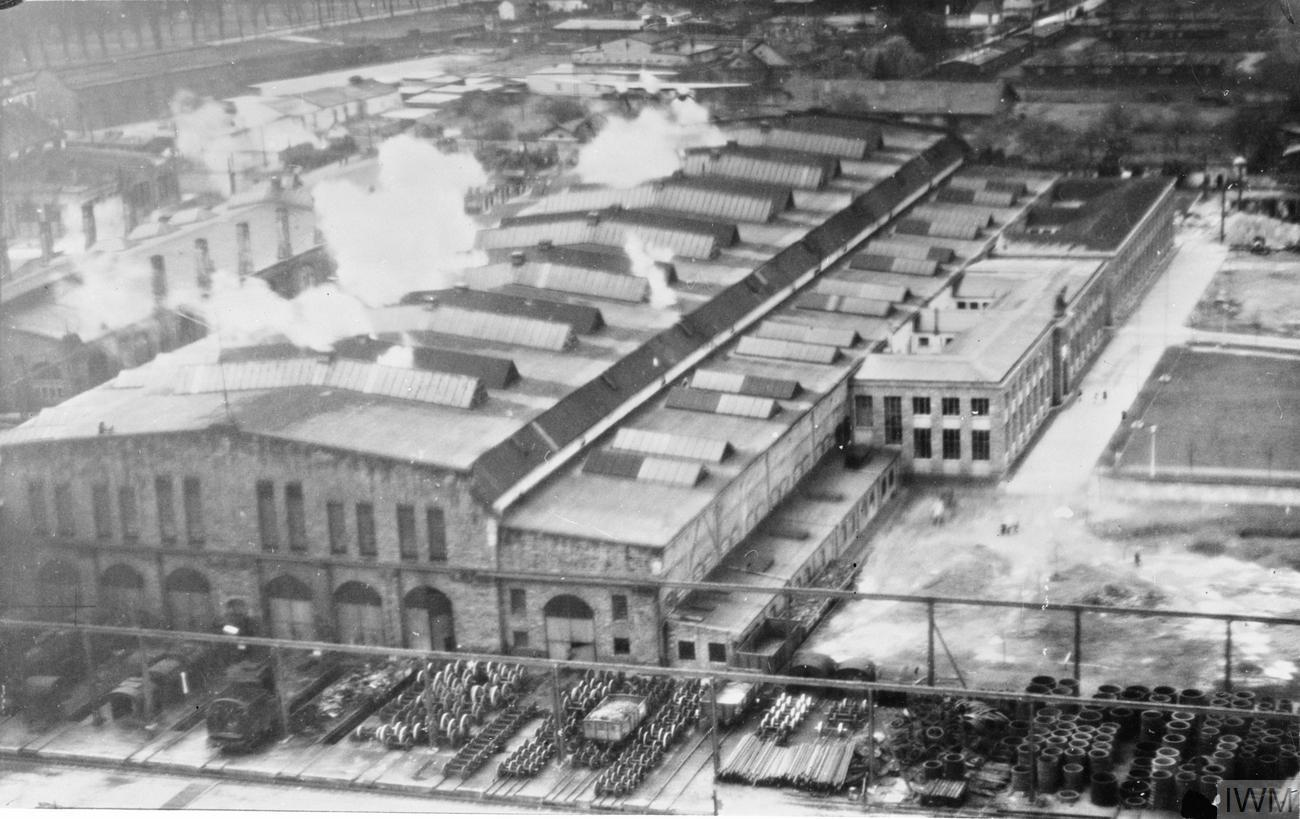
Eine Mosquito B.IV der Royal Air Force beim Angriff auf das Ausbesserungswerk Trier, 1. April 1943.

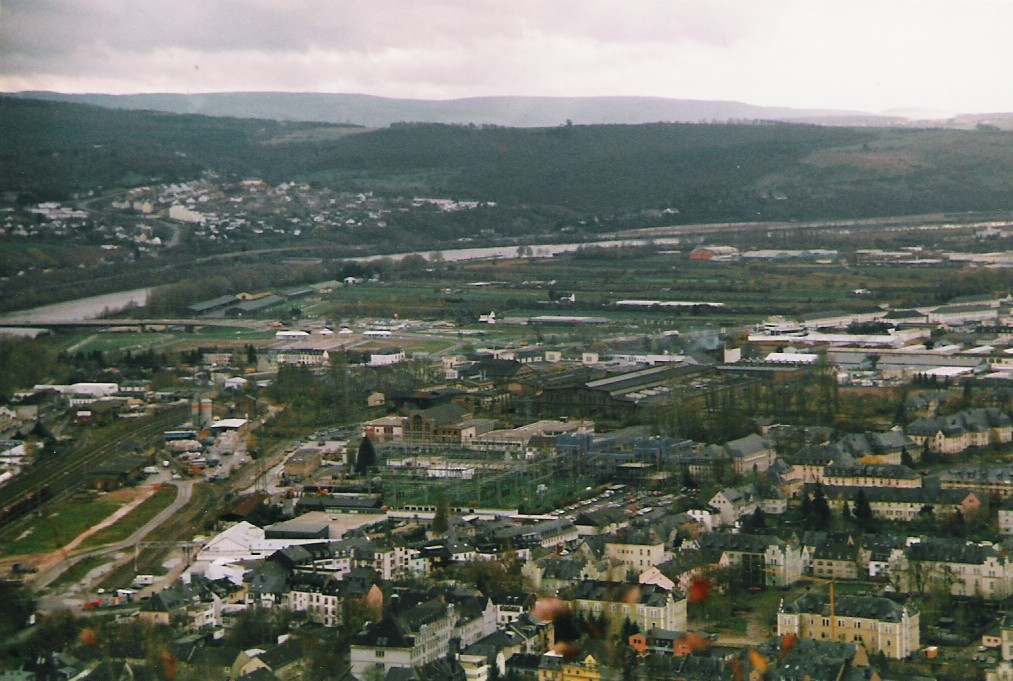
Das AW Trier 1994

Das Ausbesserungswerk Trier war ein Werk der deutschen Staatsbahnen (Reichsbahn bzw. Bundesbahn) zur Instandhaltung von Schienenfahrzeugen in Trier, das 1911 eröffnet wurde und bis 1986 bestand. Bis 1974 wurden hauptsächlich Dampflokomotiven ausgebessert, bis zur Schließung dann Güterwagen. Die ehemalige Lokrichthalle blieb zunächst erhalten.

## Geschichte
Das Ausbesserungswerk (AW) Trier wurde am 1. Juli 1911 als Hauptwerkstätte der Preußischen Staatseisenbahnen  eröffnet und übernahm die Lokabteilung der Hauptwerkstätte Karthaus. Die Hauptwerkstätte Karthaus war bereits 1880 gegründet worden, wurde aber 1924 eine Werkabteilung des AW Trier und 1956 geschlossen. 1911 hatte das AW Trier 400 Beschäftigte, 1948 waren es 1478.
Mit der Planung und Errichtung des Werkes wurde Ernst Spiro beauftragt, der es als Direktor bis 1920 auch leitete. 1912 war Spiro Mitbegründer der werkseigenen Wohnungsbaugenossenschaft und deren Vorstandsvorsitzender. Diese Gesellschaft errichtete bis in die zwanziger Jahre 124 Häuser mit 234 Wohnungen. Die Trierer Spirostraße unweit des Werks erinnert an Dr. Spiro.
Während des Zweiten Weltkrieges wurde das AW Trier am 1. April 1943 von sechs Mosquito-Bombern der 105. Staffel der Royal Air Force angegriffen. 17 Menschen wurden getötet, aber die aus sehr geringer Höhe abgeworfenen Bomben prallten meist vom Stahldach des AW ab und detonierten im Freien. Ende 1944 wurde das Werk durch Bombenangriffe im Zuge der Ardennen-Offensive schwer beschädigt.
Im Jahr 1980 wurde das AW Trier aufgelöst, dem AW Saarbrücken-Burbach angegliedert und als Ausbesserungswerkstätte weitergeführt.

## Baureihen
In den 1920er-Jahren bekam das AW Trier im Zuge einer deutschlandweiten Rationalisierung der Lokunterhaltung die Lokomotivbaureihen 38.10 und 57.10 zugewiesen. Später kamen dazu noch die Baureihen 23 und 86. So unterhielt das AW Trier im Jahr 1928 beispielsweise 120 Lokomotiven der Baureihe 38.10 und 336 der Baureihe 57.10, während Karthaus 1279 Güter- und Personenzugwagen zugeteilt waren. 1943 erreichte das AW Trier die Höchstzahl von 885 ausgebesserten Lokomotiven, 1954 waren es 622.
1974 wurde mit 051 044 die letzte Dampflokomotive ausgebessert. Bis 1986 waren es lediglich noch Güterwagen. Bekannt war das AW Trier-West in den 1970er-Jahren auch für die Verschrottung von Dampflokomotiven und Altbau-E-Lokomotiven, die im ehemaligen Güterbahnhof Karthaus („Lokfriedhof Karthaus“) vor ihrer Verschrottung zusammengezogen wurden.
Von 1974 bis 1984 stand die Güterzuglokomotive 86 457 als Denkmallok im AW Trier. 1984 wurde die Lok dort für das bevorstehende Jubiläum „150 Jahre Deutsche Eisenbahnen“  betriebsfähig aufgearbeitet und am 15. Januar 1985 fand die erste Probefahrt in der Eifel statt.

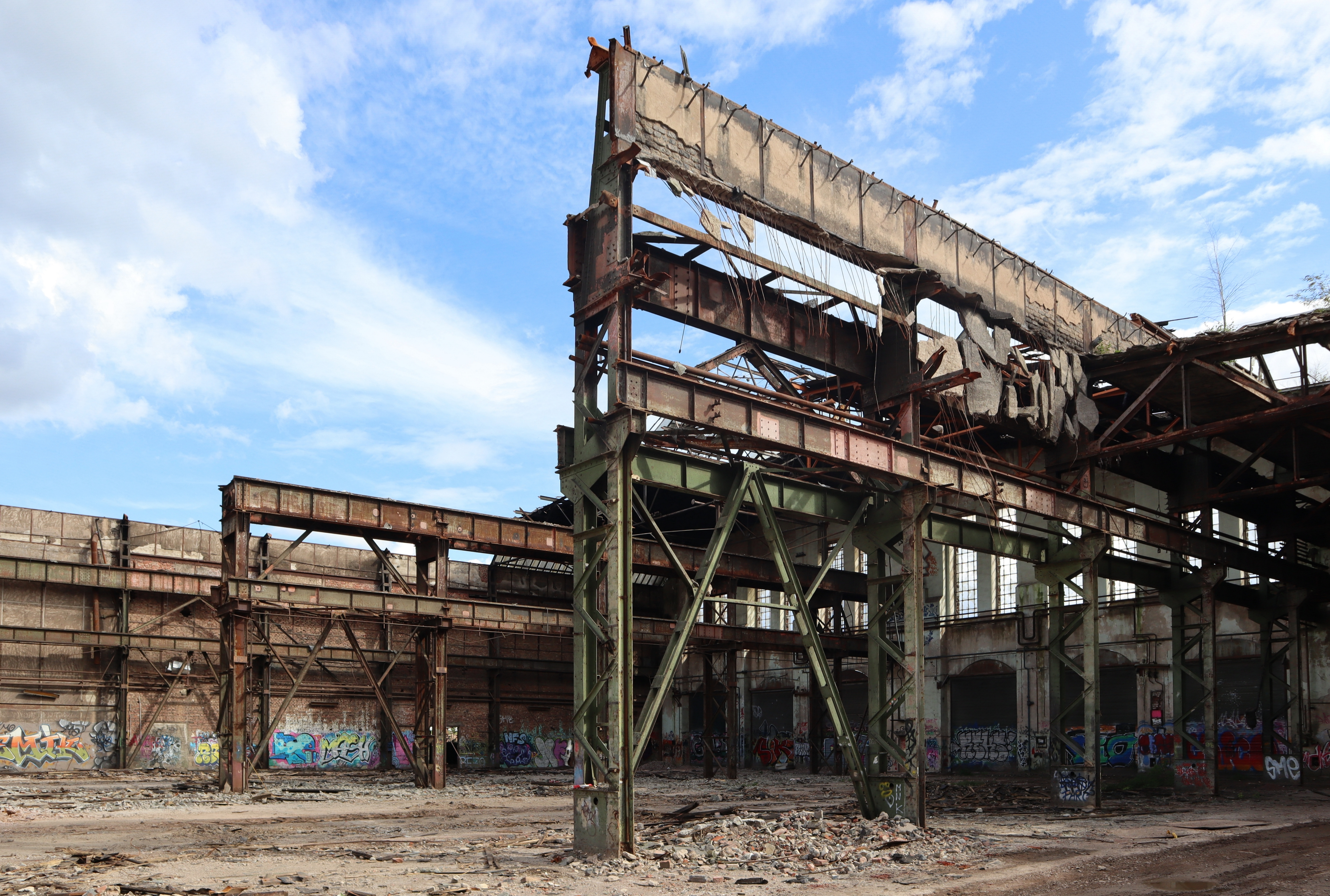
Abriss der Lokrichthalle 2021

## Perspektiven
Seit 1986 stand das Werk leer. Die Flächen kamen später in Privatbesitz. Die Direktorenvilla und zwei weitere Gebäude wurden 2008 als Wohngebäude renoviert. 2010 erarbeitete die Stadt Trier einen Stadtteilrahmenplan für Trier-West, der auch das Gelände des AW berücksichtigt. Das Dach des Vorgebäudes der Lokrichthalle ist 2011 weitgehend eingestürzt. Die weiteren Werksgebäude wurden nach und nach abgerissen.
2021 wurde bekannt, dass der Zustand der Lokrichthalle mittlerweile so schlecht ist, dass sie nicht erhalten werden kann. Zwar sollen Teile des Gebäudes in eine Neubebauung integriert werden, insgesamt ist jedoch der Verlust eines bedeutenden Denkmals festzustellen. Dies wurde heftig kritisiert, nachdem in der Öffentlichkeit der Eindruck entstanden war, man habe seitens der mehrfach wechselnden Eigentümer schlichtweg auf Zeit gespielt und abgewartet, bis der Zustand der Halle sich so weit verschlechtert hatte, dass eine Sanierung unmöglich wurde und der Weg für Abbruch und lukrative Neubebauung frei geworden sei. Den Verantwortlichen in Verwaltung und Denkmalpflege wurde vorgeworfen, dieser Taktik über Jahrzehnte zugesehen zu haben, ohne die gegebenen rechtlichen Möglichkeiten auszuschöpfen.